# Pörnbach
Pörnbach är en kommun och ort i Landkreis Pfaffenhofen an der Ilm i Regierungsbezirk Oberbayern i förbundslandet Bayern i Tyskland.
Kommunen ingår i kommunalförbundet Reichertshofen tillsammans med köpingen Reichertshofen.